# کلیکیتات (واشینگتن)
کلیکیتات (به انگلیسی: Klickitat) یک منطقهٔ مسکونی در ایالات متحده آمریکا است که در شهرستان کلیکیتات، واشینگتن واقع شده‌است. کلیکیتات ۶٫۷ کیلومتر مربع مساحت و ۴۱۷ نفر جمعیت دارد و ۱۴۶ متر بالاتر از سطح دریا واقع شده‌است.